# Conde de Melo
Conde de Melo é um título nobiliárquico criado por D. Maria II de Portugal, por Decreto de 24 de Janeiro de 1835, em favor de Luís Francisco Estêvão Soares de Melo da Silva Breyner, antes 19.º Senhor de Melo.
Titulares
1. Luís Francisco Estêvão Soares de Melo da Silva Breyner, 19.º Senhor e 1.º Conde de Melo;
2. Teresa Francisca de Melo Breyner Sousa Tavares e Moura, 2.ª Condessa de Melo.

Após a Implantação da República Portuguesa, e com o fim do sistema nobiliárquico, usaram o título: 
1. Maria Teresa de Sousa Botelho de Melo, 3.ª Condessa de Melo, 4.ª Condessa de Vila Real;
2. Francisco de Sousa Botelho de Albuquerque, 4.º Conde de Melo, 5.º Conde de Vila Real, 3.º Conde de Mangualde;
3. Fernando de Sousa Botelho de Albuquerque, 5.º Conde de Melo, 6.º Conde de Vila Real, 4.º Conde de Mangualde. [3]